# Gunilla Bielke
Gunilla Bielke (suedeză Gunilla Johansdotter Bielke af Åkerö; 25 iunie 1568 – 19 iulie 1597) a fost regină a Suediei ca cea de-a doua soție a regelui Ioan al III-lea. Regina Gunilla este cunoscută pentru rolul de sfătuitor politic al soțului ei și influența politicilor religioase în favoarea protestantismului.

## Biografie
Gunilla Bielke a fost fiica vărului regelui Ioan al III-lea, fostul guvernator de Östergötland, Johan Axelsson Bielke, și a Margareta Axelsdotter Posse. Orfană de mică ea a crescut la curtea regală de la vârsta de zece ani; a fost partenera de joacă a fiicei regelui, Anna. În 1582 a fost făcută doamnă de onoare a reginei Catherine Jagellon.
La aproximativ o jumătate de an după moartea primei sale regine în 1583, Ioan al III-lea a ales-o pe ea să-i fie următoarea soție, după ce mai întâi a luat-o în considerare și pe Sigrid Brahe. Bielke este descrisă de către contemporanii săi ca o blondă frumoasă, deși portretele ei păstrate sunt considerate a fi stilistice pentru a oferi o imagine fidelă a aspectului ei.
Motivul acestei căsătorii a fost atracția regelui față de frumusețea ei. Întrebat de ce nu s-a căsătorit cu un membru al unei case princiare, el a declarat în mod deschis că și-a dorit să aibă o soție frumoasă și că portretele prințeselor străine nu au fost de încredere. Prin urmare era mai înțelept "să te căsătorești cu o persoană din această țară, pe care ați văzut-o deja".
Gunilla era logodită cu nobilul Per Jonsson Liljesparre și inițial ea a refuzat propunerea regelui. Potrivit legendei, regele a fost atât de furios de refuzul ei încât a pălmuit-o peste față cu mănușile. Familia ei a obligat-o să accepte căsătoria. Logodna a fost ruptă și s-a aranjat nunta cu regele.
Căsătoria a fost controversată și privită de familia regelui ca o mezalianță. Surorile lui au fost furioase. Uniunea a fost considerată o mezalianță din cauze diferenței de rang în ciuda faptului că propria lor mamă a fost de asemenea membră a nobilimii.

### Regină
Nunta a avut loc la Västerås, la 21 februarie 1585; a doua zi Gunilla a fost încoronată regină. Din cauza controversei din jurul căsătoriei, monarhul era nerăbdător de a impresiona cât mai mult cu putință și a aranjat mai multe sărbători în jurul evenimentului, cum ar fi un turneu unde regina Gunilla a acordat premii câștigătorilor. Toți frații regelui au refuzat să participe la nuntă. Singura excepție a fost sora lui Sofia, care locuia în Suedia și depindea de permisiunea lui pentru veniturile ei. Pentru acest lucru el și-a pedepsit surorile din punct de vedere economic și a intrat într-un conflict lung cu fratele său, Carol. Gunilla a primit o alocație foarte mare și a fost considerată ca fiind una dintre cele mai bogate regine din Suedia.
Regina Gunilla a avut o influență semnificativă asupra soțului ei. Ea este creditată ca fiind cea care i-a influențat politica cu privire la religie în favoarea protestantismului, similar cu modul în care prima lui soție, Catherine Jagellon, l-a influențat în favoarea catolicismului. După căsătoria cu ea, munca sa de a introduce o contra reformă în Suedia a încetat în mod eficient, și ea este cunoscută pentru a fi acționat în favoarea preoților anti-liturgici persecutați în mai multe rânduri.
În ultimii ani ai domniei lui Ioan al III-lea, o cantitate semnificativ mai mare de documente au fost emise în numele reginei, afișând influența ei mare asupra afacerilor de stat. Ea a acceptat să facă recomandări pentru petiționari și chiar și frații soțului ei îi cereau să vorbească cu regele în numele lor.
Influența politică a reginei Gunilla nu a fost lipsită de controverse. Mai degrabă ea a fost privită într-o lumină mai negativă decât influența la fel de mare a predecesorei ei, pentru că Gunilla a fost un membru al nobilimii, și a fost acuzată de folosirea influenței ei în beneficiul rudelor ei. Cumantul ei Ducele Carol, viitorul rege Carol al IX-lea, a descris-o într-o lumină foarte proastă în acest sens și a acuzat-o că și-a folosit influența  nelegitim asupra regelui pentru a-și promova familia ei.
Când fiul lui Carol al IX-lea, regele Gustav al II-lea Adolf al Suediei, și-a dorit să se căsătorească cu un alt membru al nobilimii, Ebba Brahe, în anii 1610, mama lui, Christina de Holstein-Gottorp, s-a opus cu o referință la căsătoria dintre Ioan al III-lea și Gunilla Bielke ca un exemplu prost, și în cele din urmă a reușit s-o prevină.

### Regina mamă
Regele Ioan al III-lea a murit în 1592. El a fost succedat de fiul său din prima căsătorie, regele Sigismund, fiul vitreg al reginei Gunilla, care era în Polonia în momentul morții tatălui său. Regina văduvă Gunilla a refuzat să părăsească castelul regal din Stockholm înainte de sosirea lui Sigismund în Suedia, dornică de a avea sprijinul lui Sigismund în protejarea marii moșteniri pe care a primit-o prin voința soțului ei, împotriva cumnatului ei Ducele Carol. 
Ducele Carol, care primea rapoarte constante de sănătate a regelui în timpul bolii sale, a afirmat că Gunilla a ascuns moartea monarhului timp de câteva zile pentru a fura lucruri din castelul regal. După sosirea lui Sigismund și a soției acestuia, Anna de Austria în Suedia în 1593, Gunilla a cerut să se facă un inventar pentru a șterge acuzațiile lui Carol și a prezentat voința regelui pentru a dovedi că cererile sale au fost legale. Ducele Carol a protestat spunând că moștenirea care i-ar fi fost lăsată prin voia regelui ar fi fost absurd de mare încât testamentul ar trebui să fie declarat ilegal, chiar dacă a fost într-adevăr voința regelui.
 
Regina Anna a acuzat-o, de asemenea, pe Gunilla de a fi lipsit castelul regal de multe dintre bunurile sale, ceea ce face ca apartamentele să fie incomode și goale și cele două regine, de asemenea, s-au ciocnit pe motive religioase.
Totuși, la 18 mai 1594, Sigismund a confirmat moștenirea reginei văduve Gunilla. Ea s-a retras la castelul Bråborg din ducatul fiului ei, Östergötland, unde a locuit până la moarte. 